# Arillastrum gummiferum

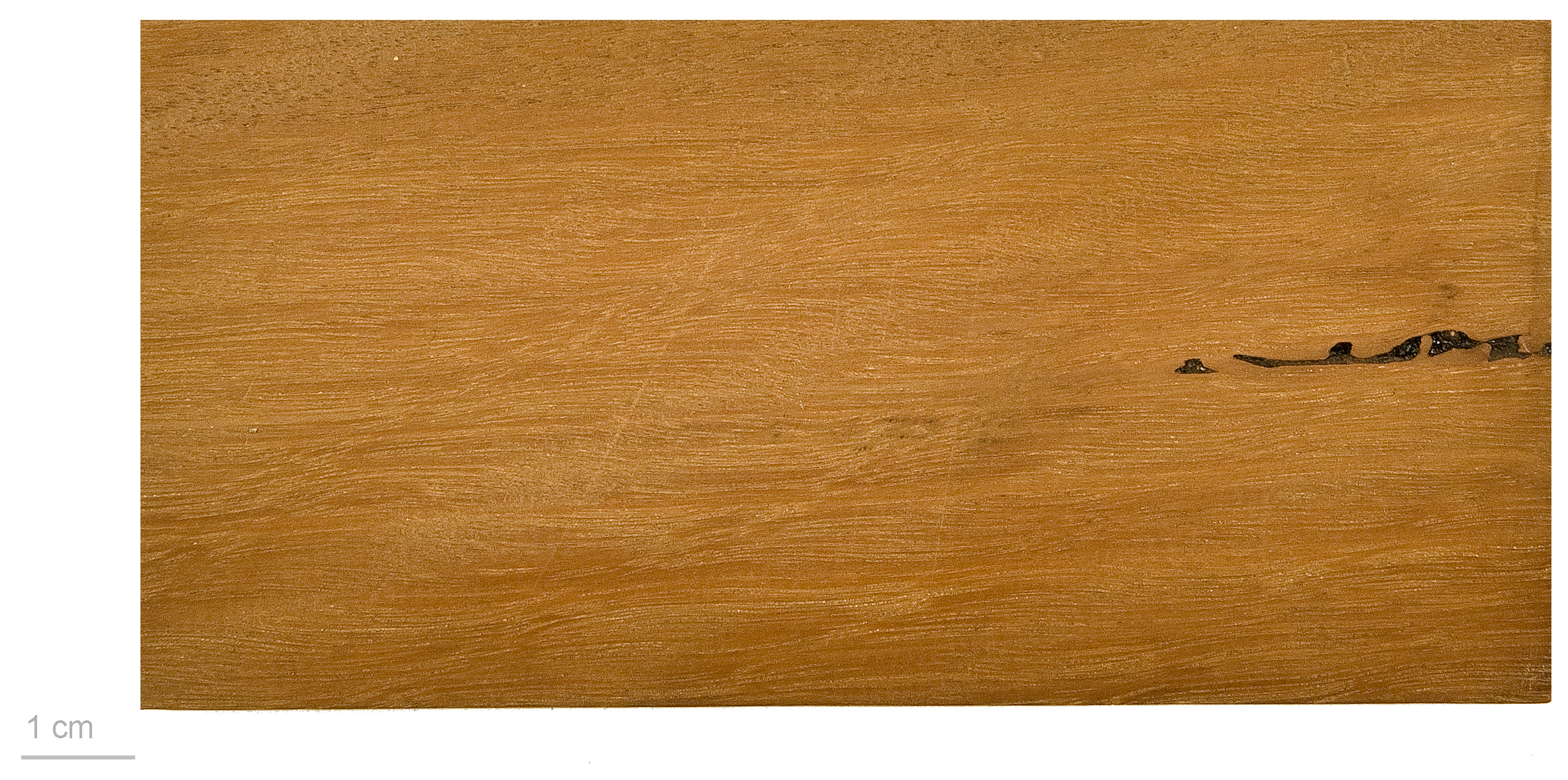
Arillastrum gummiferum

Arillastrum es un género monotípico de plantas con flores perteneciente a la familia Myrtaceae. Su única especie: Arillastrum gummiferum (Brongn. & Gris) Pancher ex Baill., Hist. Pl. 6: 364 (1877)., es originaria del este de Australia y Nueva Caledonia.

## Taxonomía
Arillastrum gummiferum fue descrita por (Brongn. & Gris) Pancher ex Baill. y publicado en Histoire des Plantes 6: 363. 1877.
Sinonimia
- Spermolepis gummifera Brongn. & Gris, Bull. Soc. Bot. France 10: 578 (1863).
- Nania gummifera (Brongn. & Gris) Kuntze, Revis. Gen. Pl. 1: 242 (1891).
- Spermolepis tannifera Heckel, Compt. Rend. Hebd. Séances Acad. Sci. 153: 322 (1911), nom. illeg.
- Myrtomera gummifera (Brongn. & Gris) B.C.Stone, Pacific Sci. 16: 241 (1962).
- Spermolepis rubra Vieill. ex Guillaumin, Ann. Inst. Bot.-Géol. Colon. Marseille, II, 9: 146 (1911), nom. inval.[1]